# Wetziker Schule
Als Wetziker Schule wird eine Gruppe Schweizer Komponisten bezeichnet, die im späten 18. Jahrhundert und frühen 19. Jahrhundert vom zürcherischen Wetzikon ausgehend gewirkt hatte. Ästhetisch beeinflusst ist sie von den Berliner Liederschulen. Ihr sind im Wesentlichen die Anfänge der Entwicklung der Chorkultur im deutschsprachigen Raum zu verdanken.

## Mitglieder der Wetziker Schule
Geistiger Vater der Gruppe war der örtliche Pfarrer Johannes Schmidlin, der 1755 den weltweit ersten Gesangverein, die Singgesellschaft Wetzikon, gründete. Mit seinen Schülern Johann Heinrich Egli und Johann Jakob Walder bildet er im Kern die eigentliche Wetziker Schule. Im weiteren Sinne zählen auch sein Nachfolger Hans Jakob Nägeli und insbesondere dessen Sohn Hans Georg Nägeli zur Gruppe; letzterer verband die Bemühungen Schmidlins mit den Pädagogikmethoden von Johann Heinrich Pestalozzi und verhalf so dem Chorgesang zur Volksbewegung, die sich bis Mitte des 19. Jahrhunderts im gesamten deutschsprachigen Raum verbreitete.
Ebenfalls zum engeren Kreis gezählt werden kann der gebürtige Wetziker Johann Rudolf Weber, dessen früher Mentor Hans Konrad Nägeli ein Bruder von Hans Georg Nägeli war und später im Bernbiet wirkte. Weitere Komponisten, die in der Tradition Pestalozzis und Nägelis stehen und somit als entfernte Vertreter der Wetziker Schule betrachtet werden können, waren Michael Traugott Pfeiffer (Aargau), Franz Xaver Schnyder von Wartensee (Luzern), Samuel Weishaupt (Appenzell), Ferdinand Huber (St. Gallen) und Jean-Bernard Kaupert (Westschweiz).
Schmidlins Lehrer Johann Caspar Bachofen, Johannes Schmidlin und Johann Heinrich Egli haben Gian Battista Frizzonis romanisch sprachigen Liederbücher "Canzuns spirituaelas davart Cristo Gesu, il bun pastur, e deliziusa paschura per sias nuorsas" (Celerina 1765) und "Testimoniaunza" (Celerina 1789) musikalisch stark beeinflusst.